# چغانیان

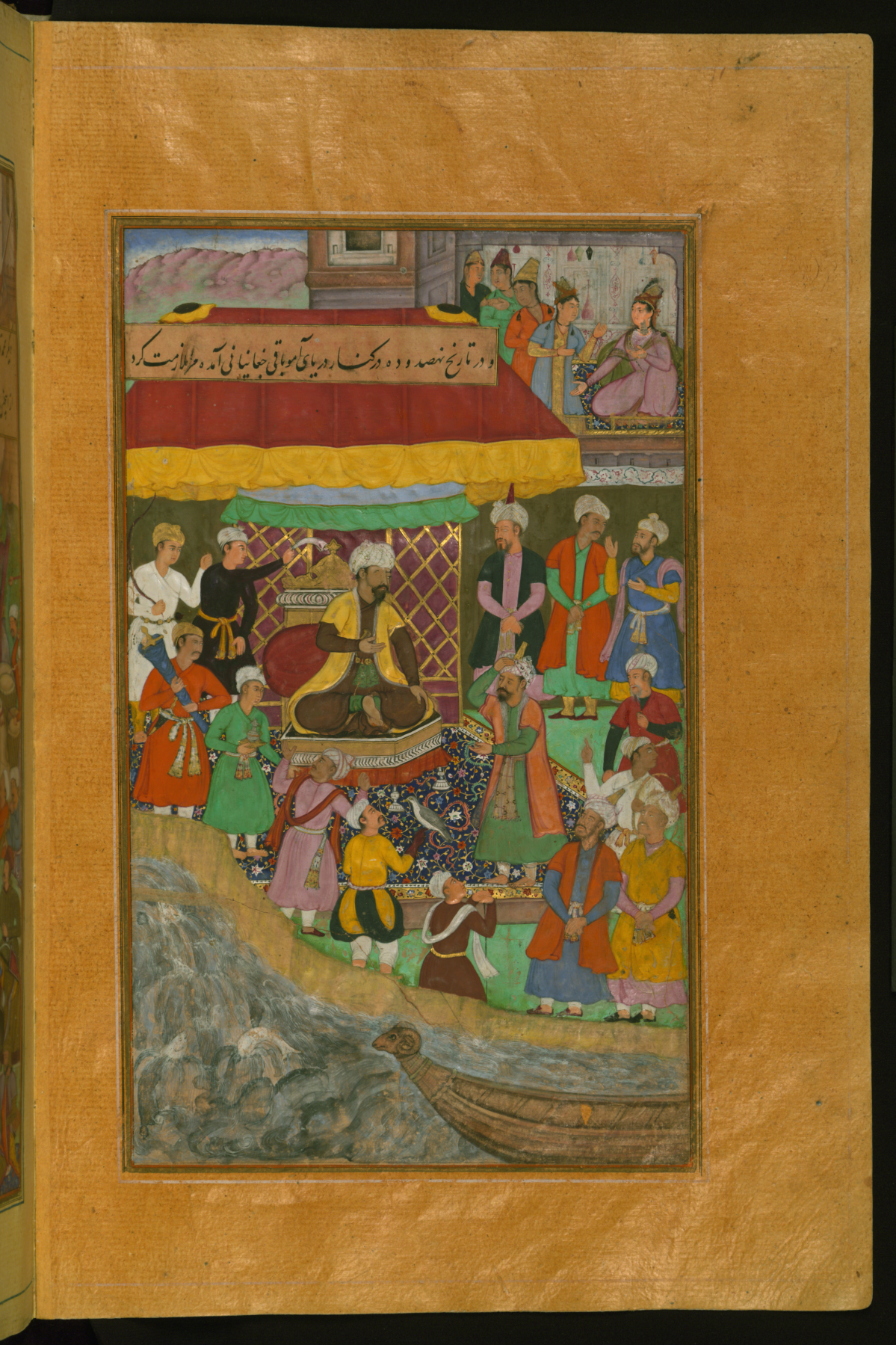
پیشکش دادن از سوی باقی چغانیانی به بابر در نزدیکی آمودریا در سال ۹۱۰ قمری/۱۵۰۴ میلادی.

چَغانیان یک امیرنشین  کوچک در کرانهٔ راست رودخانهٔ آمودریا در جنوب سمرقند بود که  از مردمان ایرانی تبار بودند . ناحیهٔ قدیمی چغانیان که شهر مهم آن نیز چَغانیان نام داشت امروزه تقریباً مطابق با ولایت سُرخان‌دریا (به مرکزیت شهر تِرمِذ) در جنوب ازبکستان است. در پارسی میانه به آن چغانیگان گفته می‌شد. عربی‌شده نام چغانیان به صورت صغانیان آمده‌است.
فرمانروایان چغانیان، چَغان‌خُدات نامیده می‌شدند . ناحیهٔ چغانیان نخست در قلمرو کوشانیان قرار داشته‌است و در دورهٔ ساسانیان، جزو سرزمین‌های اصلی هپتالیان به‌شمار می‌رفت و به‌رغم استقلال نسبی و داشتن فرماندار مستقل، جزو نواحی تحت نفوذ ساسانیان شمرده می‌شد. با لشکرکشی خسرو انوشیروان، چغانیان کاملاً به تصرف ساسانیان درآمد.
منطقهٔ چغانیان به خاطر کشت زعفران معروف بوده‌است.

## پیشینه
در قرون وسطی درهٔ سرخان ناحیهٔ چغانیان را تشکیل می‌داده و صاحب این ناحیه در زمان‌های پیش از اسلام لقب چغان‌خداه داشته‌است. بنا به گفتهٔ مقدسی در چغانیان نزدیک به شانزده هزار روستا وجود داشته. این ناحیه از لحاظ وسعت و ثروت و عظمت بلاد به پای ختل نمی‌رسیده‌است. شهر عمدهٔ ناحیهٔ مذکور همین نام را داشته در مسافت چهار روز راه یا در ۲۴ فرسنگی ترمذ و سه روز راه از قبادیان به قولی مطابق ده‌نو کنونی و به قول دیگر مطابق سرآسیاب کنونی بوده‌است که به فاصلهٔ کمی از ده نو قرار داشته‌است. به گفتهٔ استخری چغانیان از ترمذ بزرگتر بوده‌است لیکن از نظر جمعیت و ثروت بپای ترمذ نمی‌رسیده‌است.
این شهر کهن‌دژی داشته که در دو طرف رودخانه بنا شده بود. در این شهر بازاری سرپوشیده زیبا وجود داشته نان ارزان بوده و گوشت به مقدار زیاد خریدوفروش می‌شده میان بازار مسجدی زیبا با ستون‌هایی از خشت پخته بدون طاق‌نما برپا بوده حتی در سدهٔ دوازدهم میلادی هم مسجد چغانیان مشهور بوده‌است. به هر خانه‌ای آب جاری برده شده بود و اطراف شهر به‌سبب وفور آب از گیاهان و رستنی‌های فراوان پوشیده شده بود. علف چندان بلند می‌رویید که اسب در میان آن پیدا نبوده‌است.
ولایت چغانیان در سده‌های پنجم و ششم میلادی از مراکز عمدهٔ هفتالیان بود و در روزگاران پیش از اسلام از مراکز انتشار آیین بودایی بوده و نیایشگاه‌های بودایی بسیاری در آنجا وجود داشته‌است. چغانیان در زمان دودمان ساسانیان تحت حکومت فرمانروایان محلی بود که عنوان چغان‌خدات داشتند و در سال ۳۱ هجری قمری سپاهیان چغان‌خداه در جنگ یزدگرد سوم با اعراب با مهاجمان عرب جنگید؛ همان‌طور که گفته شد چغانیان توسط قتیبة بن مسلم باهلی فتح شد.
چغان‌خدایان غالباً تابع عمال و والیان خراسان بودند. خاستگاه صاحبان چغانیان معلوم نیست ایشان به لقب عربی (امیر) ملقب بوده‌اند و لقب صاحبان پیش از اسلام چغانیان (یعنی چغان‌خداه) در آن دوران دیگر مشاهده نمی‌گردد. حکومت ولایت چغانیان در فرارود بایشان اختصاص داشته‌است و در دورهٔ پادشاهان سامانی و غزنوی متصدی مشاغل مهمی بوده‌اند. پسانترها با نام آل محتاج نیز شناخته شدند و این دودمان منسوب‌اند به‌نام جد بنیانگذار امارت خویش یعنی ابو بکر محمد بن المظفر محتاج چغانی که در سال ۳۲۱ هجری قمری، سپهسالاری خراسان از جانب امیر نصر بن احمد سامانی به او واگذار شده بود.
شهر چغانیان از سدهٔ هفتم، به‌ویژه از دورهٔ مغول، به بعد به‌تدریج کم‌اهمیت شد و به احتمال بسیار از سدهٔ هشتم به بعد شهر چغانیان وجود نداشته‌است.
در اوایل سدهٔ دهم، شاهان ازبک به چغانیان حمله کردند. ناحیهٔ چغانیان در سدهٔ چهاردهم/بیستم، سُرخان‌دریا نامیده شد و از ۱۳۱۹ش/۱۹۴۱م در محدوده‌ای میان تاجیکستان در شمال و مشرق، افغانستان در جنوب، ترکمنستان در جنوب غربی و قَشْقَه‌دریا (جزو ازبکستان) در مشرق، با تغییراتی اندک نسبت به حدود پیشین ناحیه، به ولایت (اوبلاست) تبدیل شد. جمعیت آن در سرشماری ۱۳۷۵ش/۱۹۹۶م، بیش از یک و نیم میلیون نفر بوده‌است و تقریباً ۷۳٪ مردم آن از تبار ازبک، ۱۲٪ تاجیک و بقیه روس، ترکمن و تاتار هستند. البته براساس برخی برآوردها جمعیت تاجیکان این منطقه بیشترین و بزرگترین بوده‌است.

## پی‌نوشت‌ها
1. ↑  دانشنامه ایرانیکا: ČAḠĀNĪĀN
2. 1 2  بیات، عزیزالله: آل محتاج (امرای چغانی). در نشریه: «بررسی‌های تاریخی» فروردین و اردیبهشت ۱۳۵۴ - شماره ۵۶. (در مالکیت عمومی به خاطر قدمت).
3. 1 2  همان منبع.